# Ponso
Ponso (velenceiül Ponxo) település Olaszországban, Veneto régióban, Padova megyében. Lakosainak száma 2391 fő (2023. január 1.). Ponso Carceri, Ospedaletto Euganeo, Piacenza d’Adige, Borgo Veneto és Vighizzolo d’Este községekkel határos.

## Népesség
A település lakossága az elmúlt években az alábbi módon változott:
| Lakosok száma | 2459 | 2445 | 2391 |
|               | 2017 | 2018 | 2023 |